# Station Nõmme
Station Nõmme is een station in de Estische hoofdstad Tallinn. Het huidige station werd in 1928 geopend en ligt aan de Spoorlijn Tallinn - Paldiski. Het is het belangrijkste station in het gelijknamige stadsdistrict. In een van de vleugels van het station is sinds 2002 het Nõmme Museum gevestigd, gewijd aan de geschiedenis van Nõmme.

## Treinen
De volgende treinen stoppen op Station Nõmme:
| Vervoerder | Treinsoort | Route                                  | Opmerkingen                               |
| ---------- | ---------- | -------------------------------------- | ----------------------------------------- |
| Elron      | Sneltrein  | Tallinn – Nõmme – Saue – Keila         | Stopt verder in Lilleküla, Tondi en Nõmme |
| Elron      | Stoptrein  | Tallinn – Nõmme – Keila – Paldiski     | Stopt op alle tussenliggende stations     |
| Elron      | Stoptrein  | Tallinn – Nõmme – Keila – Turba        | Stopt op alle tussenliggende stations     |
| Elron      | Stoptrein  | Tallinn – Nõmme – Keila – Klooga-Ranna | Stopt op alle tussenliggende stations     |
| Elron      | Stoptrein  | Tallinn – Nõmme – Saue – Keila         | Stopt op alle tussenliggende stations     |
| Elron      | Stoptrein  | Tallinn – Nõmme – Pääsküla             | Stopt op alle tussenliggende stations     |